# Пушкарівські стоянки
Пушкарівські стоянки — група пізньопалеолітичних і мезолітичних стоянок на правому березі Десни в околицях села Пушкарів Новгород-Сіверського району Чернігівської області.
Під час розкопок стоянки Пушкарі I (досліджували її в 1932—1933 і 1937—1939) виявлено залишки постійного, напівземлянкового житла, площа якого поділялася на три округлі частини з вогнищами в центрі кожної з них. Виявлено також скупчення кісток і бивнів мамонта, що були використані при спорудженні житла. Крем'яні вістря й наконечники сулиць, скребки, масивні різці та пластини з затупленим краєм дають змогу датувати стоянку оріньяко-солютрейським часом. Знайдено багато кістяних виробів, зокрема мотикоподібне знаряддя, лощила, підвіски-ґудзики. Пушкарі І — довгочасне поселення мисливців на мамонта, шерстистого носорога, дикого коня, північного оленя, ведмедя, вовка, песця та ін. тварин.
При розкопках стоянки Пушкарі VII (досліджувалася в 1937—1939) знайдено численні невеликі крем'яні знаряддя. Датується ця стоянка раннім періодом мезоліту.